# Команча (гміна)
Гміна Команча (пол. Gmina Komańcza) — сільська гміна у східній Польщі. Належить до Сяноцького повіту Підкарпатського воєводства.
Належить до прадавніх українських етнічних земель з часів Київської Русі. Основна маса місцевого українського населення була насильно переселена в СРСР в 1946 р., деякі родини під час операції «Вісла» в 1947 р.
Станом на 31 грудня 2011 у гміні проживало 5080 осіб.
1 січня 2017 року частину території гміни було приєднано до гміни Яслиська Кросненського повіту. Від гміни відійшло 7 сіл.

## Територія
Згідно з даними за 2007 рік площа гміни становила 455.18 км², у тому числі:
- орні землі: 23,00%
- ліси: 69,00%

Таким чином, площа гміни становить 37,15% площі повіту.

## Населення
Станом на 31 грудня 2011:
| Опис     | Загалом | Загалом | Чоловіки | Чоловіки | Жінки | Жінки |
| -------- | ------- | ------- | -------- | -------- | ----- | ----- |
| одиниця  | осіб    | %       | осіб     | %        | осіб  | %     |
| все      | 5080    | 100     | 2578     | 50.75    | 2502  | 49.25 |
| міське   | 0       | 100     | 0        |          | 0     |       |
| сільське | 5080    | 100     | 2578     | 50.75    | 2502  | 49.25 |

## Історія
Об'єднана сільська гміна Команча Сяніцького повіту Львівського воєводства утворена 1 серпня 1934 р. внаслідок об'єднання дотогочасних (збережених від Австро-Угорщини) громад сіл (гмін): Чистогорб, Довжиця, Душатин, Явірник, Команча, Миків, Миків, Ославиця, Перелуки, Радошиці, Туринське, Вислік Горішній (Великий).

## Релігія
До виселення лемків у 1945 році в СРСР та депортації в 1947 році в рамках акції Вісла у селах гміни були греко-католицькі церкви парафій

### Буківського деканату
- парафія Вислік Горішній
- парафія Вислік Нижній
- парафія Полонна: Височани

### Риманівського деканату
- парафія Поляни Суровичні: Поляни Суровичні, Вернеївка
- парафія Суровиця: Суровиця, Мощанець, Дарів
- парафія Ясель: Ясель, Рудавка Яслиська

### Лупківського деканату
- парафія Воля Мигова
- парафія Команча: Команча, Чистогорб, Довжиця
- парафія Лупків: Лупків, Зубенсько
- парафія Манів: Манів, Бальниця, Щербанівка
- парафія Перелуки: Прелуки, Душатин
- парафія Радошиці: Радошиці, Ославиця
- парафія Смільник: Смільник, Миків
- парафія Туринське: Туринське, Репідь
- парафія Щавне: Щавне, Куляшне
- парафія Явірник

## Сусідні гміни
Гміна Команча межує з такими гмінами: Балигород, Буківсько, Дукля, Загір'я, Риманів, Тісна, Ясліська.